# Marian Górski (gleboznawca)

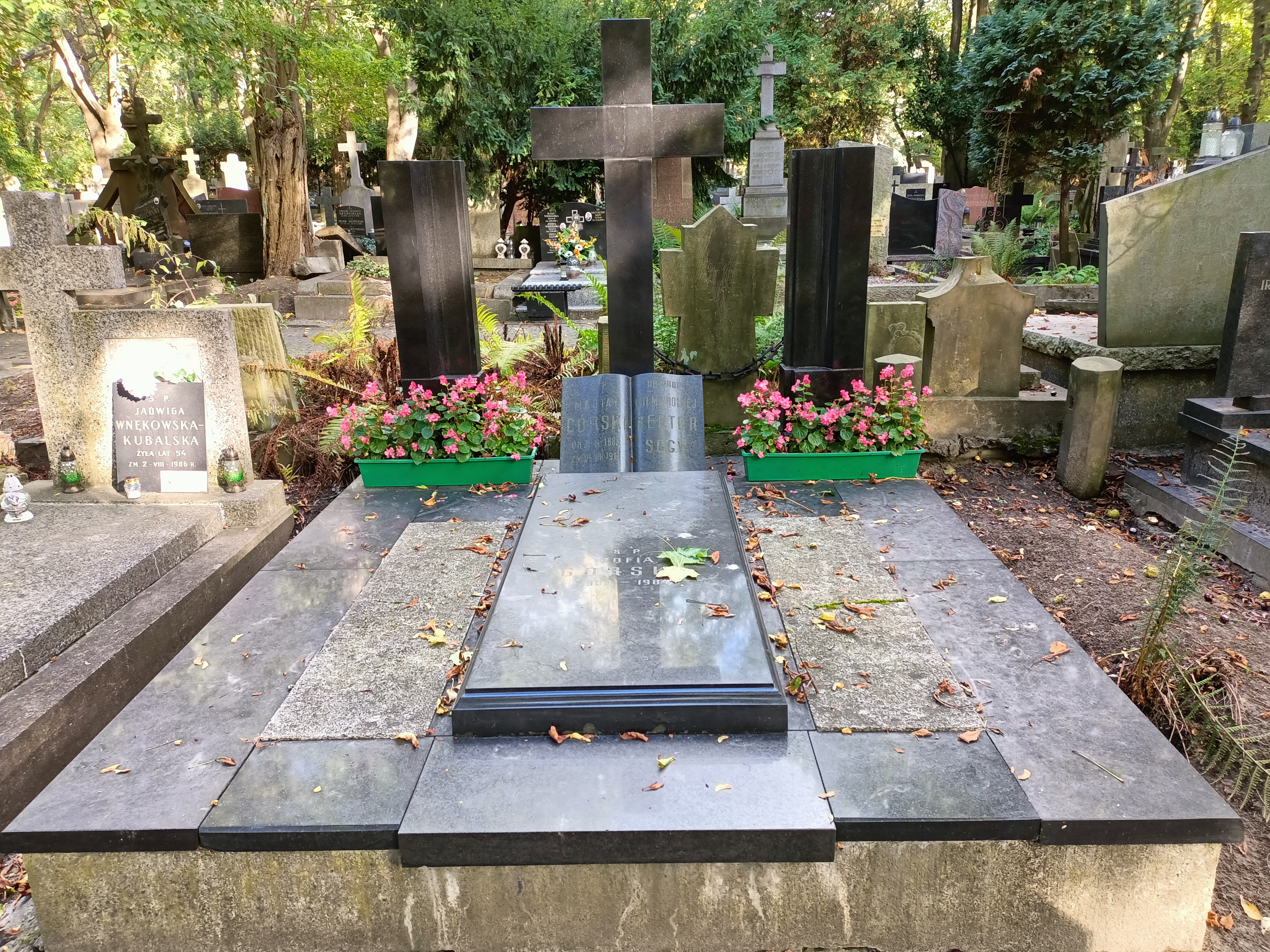
Grób Mariana Górskiego na Cmentarzu Powązkowskim w Warszawie

Marian Górski (ur. 11 marca 1886 w Warszawie, zm. 25 sierpnia 1961) – polski chemik rolny i gleboznawca, doktor filozofii, rektor Szkoły Głównej Gospodarstwa Wiejskiego (SGGW).

## Życiorys
Studiował matematykę na Uniwersytecie Warszawskim, chemię na Uniwersytecie w Lipsku i rolnictwo w Akademii Rolniczej w Dublanach.
Od 1917 wykładał chemię  rolniczą na Wydziale Chemicznym Politechniki Lwowskiej. W 1919 został mianowany profesorem nadzwyczajnym chemii rolniczej na Politechnice Lwowskiej. Był także kierownikiem stacji chemiczno-rolniczej i Stacji torfowej Akademii w Dublanach. 
Od 1923 był profesorem SGGW, następnie jej dziekanem, a w latach 1933–1936 i 1947–1949 rektorem.
Był popularyzatorem wiedzy i oświaty rolniczej. Był autorem licznych prac z zakresu fizjologii roślin, chemii rolnej, gleboznawstwa, uprawy i nawożenia. Jako pierwszy w Polsce badał mikroelementy. Był inicjatorem rolniczych badań izotopowych. Od 1958 był członkiem korespondentem, od 1961 członkiem rzeczywistym Polskiej Akademii Nauk.
W 1949 został pierwszym redaktorem „Roczników Gleboznawczych”
Zmarł 25 sierpnia 1961 i został pochowany na warszawskich Powązkach (kwatera 280-2-20,21).

## Ordery i odznaczenia
- Krzyż Komandorski Orderu Odrodzenia Polski (11 listopada 1936)[5]